# Kwatery
Kwatery (biał. Ква́тары, Kwatary, ros. Кваторы, Kwatory) – agromiasteczko na Białorusi, w obwodzie grodzieńskim, w rejonie brzostowickim, w sielsowiecie Pograniczny. Położona jest 61 km na wschód od Białegostoku, 11,5 km od granicy polsko–białoruskiej, na północnym brzegu rzeki Kuklanki, w pobliżu skrzyżowania dróg republikańskich R99 i R134.

## Historia
W czasach zaborów dobra, wieś, osada i chutor w granicach Imperium Rosyjskiego, w guberni grodzieńskiej, w powiecie wołkowyskim. W 1900 roku dobra leżały w gminie Świsłocz, stanowiły własność Glindziczów i razem z folwarkiem Frankowo miały powierzchnię 950 dziesięcin (ok. 1037,9 ha). Znajdował się w nich młyn wodny. Wieś, osada i chutor leżały w gminie Szydłowicze i miały razem 766 dziesięcin (ok. 836,9 ha). Od 1919 r. w granicach II Rzeczypospolitej. 7 czerwca 1919 roku, wraz z całym powiatem wołkowyskim, weszły w skład okręgu brzeskiego Zarządu Cywilnego Ziem Wschodnich – tymczasowej polskiej struktury administracyjnej. Latem 1920 roku zajęte przez bolszewików, następnie odzyskane przez Polskę. 20 grudnia 1920 roku włączona wraz z powiatem do okręgu nowogródzkiego. Od 19 lutego 1921 roku w województwie białostockim, w powiecie wołkowyskim, w gminie Świsłocz. W 1921 r. nazwę Kwatery nosiły wieś i folwark. We wsi było 5 domów (z których jeden był niezamieszkany) i 15 zamieszkanych zabudowań innego typu, zaś w folwarku – 6 domów mieszkalnych.
W wyniku napaści ZSRR na Polskę we wrześniu 1939 r. miejscowość znalazła się pod okupacją sowiecką. 2 listopada została włączona do Białoruskiej SRR. 4 grudnia 1939 r. włączona do nowo utworzonego obwodu białostockiego. Od czerwca 1941 roku pod okupacją niemiecką. 22 lipca 1941 r. włączona w skład okręgu białostockiego III Rzeszy. W 1944 roku ponownie zajęta przez wojska sowieckie i włączona do obwodu grodzieńskiego Białoruskiej SRR. Od 1991 r. w składzie niepodległej Białorusi.
Do 25 września 2003 r. Kwatery były centrum administracyjnym sielsowietu kwaterskiego. Został on tego dnia zlikwidowany, a wszystkie jego miejscowości włączone do ówczesnego osiedlowego sowietu pogranicznego.

## Zabytki
We wsi znajduje się niewielki kościół katolicki pw. Marii Dziewicy, wzniesiony po 1990 r. Działa też szkolne muzeum krajoznawcze. W przeszłości na terenie folwarku istniał XVIII-wieczny zespół dworsko-parkowy, zniszczony po 1939 roku.

## Demografia
Według spisu powszechnego z 1921 roku, wieś zamieszkana była przez 145 osób, w tym 128 Białorusinów, 12 Polaków i 5 osób innych narodowości. Spośród jej mieszkańców 3 osoby były katolikami, reszta – prawosławnymi. Z kolei folwark zamieszkany był przez 49 osób, w tym 25 Białorusinów, 18 Polaków i 6 Żydów. Prawosławie wyznawało w nim 25 osób, katolicyzm – 18, judaizm – 6.